# 玉井力三

力三が担当した表紙（1962年･小学館）

玉井 力三（たまい りきぞう、1908年（明治41年）8月14日 - 1982年（昭和57年）7月23日）は、昭和期に活動した日本の洋画家、表紙画家。
1928年（昭和3年）より「太平洋画会研究所」で中村不折に師事する。その後は「太平洋美術学校」講師、「新京美術院」助教授を歴任するとともに、多くの洋画作品を制作した。
戦後は、洋画団体「示現会」の会員として活動しつつ、雑誌や絵本の表紙画家としても活動した。特に複数の出版社から発行された学年別学習雑誌、いわゆる「学年誌」における表紙画を長年担当し、少年少女の表情を大きく豊かに描いた作品を多く制作した。小学館の学年誌（『小学一年生』他）で20年以上にわたって表紙画を担当したほか、講談社、学習研究社など、学年誌市場で競合する各社の表紙画を同時期に担当したこともある。

## 略歴
（『学年誌の表紙画家・玉井力三の世界』（小学館）より抜粋）
・1908年（明治41年） - 8月14日、新潟県中頸城郡柿崎村（現在の上越市柿崎区）に、父・孫作、母・キイの三男として誕生
・1923年（大正12年） - 柿崎尋常高等小学校高等科卒業
・1926年（昭和元年） - 中村彝（つね）の作品にうたれ、画家を志す
・1927年（昭和2年） - 「第二十三回太平洋画会展覧会」に初出品（『男の顔』）。以後、1944年まで各種展覧会に度々出品を行った
・1928年（昭和3年） - 「太平洋画会研究所」（1929年「太平洋美術学校」に改称）入所
・1929年（昭和4年） - 「三笠艦橋の図（模写）」制作（5月12日、東郷平八郎邸にて揮毫される）
※
・1932年（昭和7年） - 7月25日、杉本静枝と結婚、後に二男三女をもうける
・1941年（昭和16年） - 4月「新京美術院東京分室」に助手（欧風画）として就任
・1942年（昭和17年） - 4月「新京美術院東京分室」第一回展示会→6月から満州を巡回
・1945年（昭和20年） - 8月25日「新京美術院」解散／12月、故郷の柿崎町へ帰る
・1947年（昭和22年） - 10月、洋画団体「示現会」創立に参加
・1948年（昭和23年） - 『月刊讀賣』（讀賣新聞社）の表紙画を担当
・1954年（昭和29年） - 『小学二年生』（小学館）の表紙画を担当。この後、各出版社学年誌の表紙画を数多く手がける
・1974年（昭和49年） - 最後の表紙原画を描く（『小学一年生』他４誌（すべて小学館））
・1982年（昭和57年） - 7月23日、死去。享年75（満年齢73）

## 洋画家として
小学生の頃から画を描き続けてきた力三は、18歳の時、中村彝の作品に衝撃を受け、画家となることを本格的に志す。
1927年（昭和2年）2月、18歳の力三は、第23回「太平洋画会展覧会」に『男の顔』を出品、「習作」の評を得て入選する。翌1928年（昭和3年）に上京、中村彝も学んだ「太平洋画会研究所」に入所し、中村不折に師事する。後に「太平洋美術学校」（「太平洋画会研究所」から改称）の講師となる。この頃から1945年（昭和20年）の終戦に至るまでの間、力三は多数の洋画作品を制作し各種展覧会に出品した。しかし、それらの作品のほとんどは戦禍を経て失われ、現在は絵葉書や冊子、出品目録等で確認できるのみである。
1941年（昭和16年）4月、32歳の力三は、満州における美術行政を振興するための組織である「新京美術院東京分室」（院長：川端龍子）に、「欧風画」担当の助手として就任する。その後は、展覧会の開催や満州での巡回など、新京美術院を軌道に乗せるために奔走する。しかし、終戦直後の1945年（昭和20年）8月25日、新京美術院は解散となり、故郷の柿崎に帰る。
1947年（昭和22年）、洋画団体「示現会」の創立に参加する。以後、晩年におけるまで多くの洋画作品を制作し示現会展に出品した。示現会には1982年（昭和57年）に死去するまで所属していた。

## 表紙画家として
示現会創立に参加した直後の1948年（昭和23年）、力三は『月刊讀賣』（讀賣新聞社）11月号の表紙画を手がけた。この仕事を皮切りに多くの出版社の雑誌用表紙画を担当することとなる。この表紙画家としての活動で特に中心的となったのは、複数の出版社から発行された学年誌の表紙画制作であった。1950年（昭和25年）に、学習研究社の学習雑誌の表紙画を担当した。その後、学習雑誌市場で競合する各出版社の表紙画を次々に担当する。最大で毎月4社9誌の表紙を同時に担当する人気ぶりであった。特に1954年（昭和29年）4月号から担当した小学館の学年誌は20年以上にわたって手がけることとなり、多くの作品を残した。しかし、テレビキャラクター隆盛などによる時代の変化とともに、表紙には次第に写真が多用されるようになる。1974年（昭和49年）の『小学一年生』他4誌（すべて小学館）の11月号が最後の原画制作となり、初めて表紙画を手がけてから26年間に及ぶ表紙画家としての活動を終えた。

## 力三の作品

### 洋画[13]
| 作品名                                    | 年代     | 技法・出品歴・所有者等 | 備考                                                 |
| ----------------------------------------- | -------- | --- | ---------------------------------------------------- |
| 男の顔                                    | 1927年   | 第二十三回太平洋画会展覧会出品                                                                                              | 絵葉書より                                           |
| 女の肖像                                  | 1927年   | 第二十三回太平洋画会展覧会出品                                                                                              | 絵柄不明                                             |
| 三笠艦橋の図（模写：東郷元帥の揮毫入り）※ | 1929年   | カンヴァス油彩、112×146cm、東郷元帥記念展覧会出品（1934年）、富山市主催日満産業大博覧会出品（1936年）、小林古径記念美術館蔵 | 東城鉦太郎制作の「三笠艦橋の図」（三笠保存会）の模写 |
| 少女像                                    | 1940年   | 紀元二千六百年奉祝美術展出品                                                                                                | 紀元二千六百年奉祝美術展図録より                     |
| 休憩時間                                  | 1942年   | 第三十八回太平洋画会展覧会出品                                                                                              | 絵葉書より                                           |
| 泥濘を征く                                | 1943年   | 国民総力決戦美術展覧会出品                                                                                                  | 軍事郵便葉書より                                     |
| 戎衣（じゅうい）を縫う                    | 1943年   | 生産美術展覧会出品 | 『婦人俱楽部』昭和十九年四月号口絵より               |
| 新作戰へ                                  | 1944年   | 陸軍美術展出品 | 絵柄不明                                             |
| 椿咲く頃                                  | 1950年代 | カンヴァス油彩、87.0×69.8cm、個人蔵                                                                                         |                                                      |
| 裸婦                                      | 1960年代 | カンヴァス油彩、80.0×53.2cm、上越市柿崎区総合事務所蔵                                                                       |                                                      |
| 赤衣（せきい）                            | 1965年頃 | カンヴァス油彩、100.5×73.5cm、三十六回示現会展出品（1983年）、個人蔵                                                        | 遺作出品                                             |
| 肘をつく女                                | 1966年   | カンヴァス油彩、99.4×64.4cm、十九回示現会展出品、個人蔵                                                                     |                                                      |
| 春を待つ                                  | 1968年   | カンヴァス油彩、二十一回示現会展出品、上越市柿崎区総合事務所蔵                                                              |                                                      |
| 街角                                      | 1968年   | カンヴァス油彩、33.7×53.0cm、示現会展覧会出品、個人蔵                                                                       |                                                      |
| 雪の朝市                                  | 1969年   | カンヴァス油彩、二十二回示現会展出品、個人蔵                                                                                |                                                      |
| 姉妹                                      | 1973年   | カンヴァス油彩、80.7×116.6cm、二十六回示現会展出品、個人蔵                                                                  |                                                      |

#### ※三笠艦橋の図（模写）について[3][4]
1. ↑  力三の故郷に程近い有田村（現上越市）の学務委員であった藤井恕亮（じょすけ、後に村長）が、村内の春日新田小学校（現上越市立春日新田小学校）に寄贈するため、力三に「三笠艦橋の図」の模写を依頼した。完成した模写は1929年（昭和4年）5月12日に東郷平八郎邸に持ち込まれ、東郷元帥自ら「皇國興廃在此一戦各員一層奮励努力」と画上に揮毫した。東郷元帥と揮毫された模写が並ぶ写真（21.0×26.3cm）が残っている（小林古径記念美術館蔵）。また、揮毫を得るために東郷邸を訪問した経緯が、春日新田小学校「学校沿革史」及び模写のカンヴァス裏面の双方に全く同じ文面で記述されている[5][6]。2023年2月、模写の所蔵が春日新田小学校から小林古径記念美術館に変更[7]。
2. ↑  東城鉦太郎は「三笠艦橋の図」を２度描いているが（１度目のものは関東大震災で焼失）、この模写は制作時期から２度目のものの模写と推定できる[14]。模写は雲の形にいたるまで原画に忠実に描かれているが、煙突からの煙の一部が上方にずれている点が比較的分かりやすい相違点であり、揮毫のためのスペースを空けているかのようにも見える。

### 表紙画[15]
| 出版社         | 雑誌（担当開始年） | 備考 |
| -------------- | --- | ---- |
| 讀賣新聞社     | 月刊讀賣（1948年）、少年読賣（1949年） |      |
| 新春社         | ユーモア（1948年） |      |
| 文藝春秋新社   | オール讀物（1949年） |      |
| 学習研究社     | 六年の学習（1950年）、中学コース一年（1950年）、中学コース二年（1950年）、三年の学習（1951年）、二年の学習（1952年）、五年の学習（1952年）、一年ブック（1954年）、一年の学習（1955年）、三年ブック（1955年） |      |
| 主婦と生活社   | 主婦と生活（1951年） |      |
| 実業之日本社   | 少女の友（1952年） |      |
| 集英社         | よいこ幼稚園（1953年）、幼年ブック（1954年） |      |
| 小学館         | 小学二年生（1954年）、小学四年生（1955年）、よいこ（1956年）、めばえ（1959年）、小学三年生（1960年）、小学一年生（1961年）、幼稚園（1964年）                                                                 |      |
| よいこのくに社 | よいこのくに（1954年） |      |
| 秀文社         | 幼稚園ブック（1954年） |      |
| 講談社         | たのしい一年生（1956年）、たのしい幼稚園（1958年）、たのしい二年生（1959年） |      |